# بحيرة زواي
بحيرة زواي أو بحيرة زيواي هي واحدة من بحيرات ريفت فالي للمياه العذبة في إثيوبيا وهي مجموعة من البحيرات في صدع شرق أفريقيا الذي يمتد من الشمال إلى الجنوب عبر الجانب الشرقي للقارة الأفريقية، من إثيوبيا في الشمال إلى ملاوي في الجنوب. تقع على بعد 100 ميل جنوب أديس أبابا،  على الحدود بين المناطق (أو كيليلوت) من أوروميا والأمم المتحدة والجنسيات والشعوب؛ أما المقاطعات التي تقطن ساحل البحيرة فهي: أدامي تولو، وجيدو كومبولتشا، ودوغدا بورا، وزايواي دوجدا. تقع بلدة زايواي على الشاطئ الغربي للبحيرة. يتم تغذية البحيرة في المقام الأول من جانب نهرين، هما مكي من الغرب والكاتار من جهة الشرق، ويتم تفريغها بواسطة بولبار الذي يصب في بحيرة أبيجاتا. تبلغ مساحة مستنقع البحيرة 7025 كيلومتر مربع.
تبلغ مساحة بحيرة زواي 31 كيلومترًا وعرضها 20 كيلومترًا، وتبلغ مساحتها 440 كيلومترًا مربعًا. يبلغ عمقه الأقصى 9 أمتار وهو على ارتفاع 1636 متر. وفقا للملخص الإحصائي لإثيوبيا في عامي 1967 و1968، تبلغ مساحة بحيرة زواي 25 كيلومترا وعرضها 20 كيلومترا، وتبلغ مساحتها 434 كيلومترًا مربعًا. يبلغ أقصى عمق لها 4 أمتار وهي على ارتفاع 1.846 متر. ويحتوي على خمس جزر، بما في ذلك ديبرا سينا وجليلة وجزيرة بيرد وتولو جودو، وهي موطن لدير يقال إنه يضم تابوت العهد في القرن التاسع. يصف المستكشف في أوائل القرن العشرين هيربرت ويلد بلونديل العثور على «تراسين متميزة من الشواطئ السابقة يرتفعان على ارتفاع حوالي 80 قدمًا فوق المستوى الحالي، ويشكلان حلقة دائرية أقرب إلى البحيرة في الشمال، على بعد حوالي 4 أميال من الشاطئ، مما يشير إلى الحوض السابق». كانت الشواطئ الشمالية مغطاة ببردي. يدرج ويلد بلونديل في حسابه «تقليد غريب، ربما اقترحه الشاطئ المرتفع الظاهر»، أن البحيرة «كانت مملكة على بعد 50 ميلاً، يسكنها ثمانية وسبعون من الرؤساء» التي اختفت في ليلة واحدة.

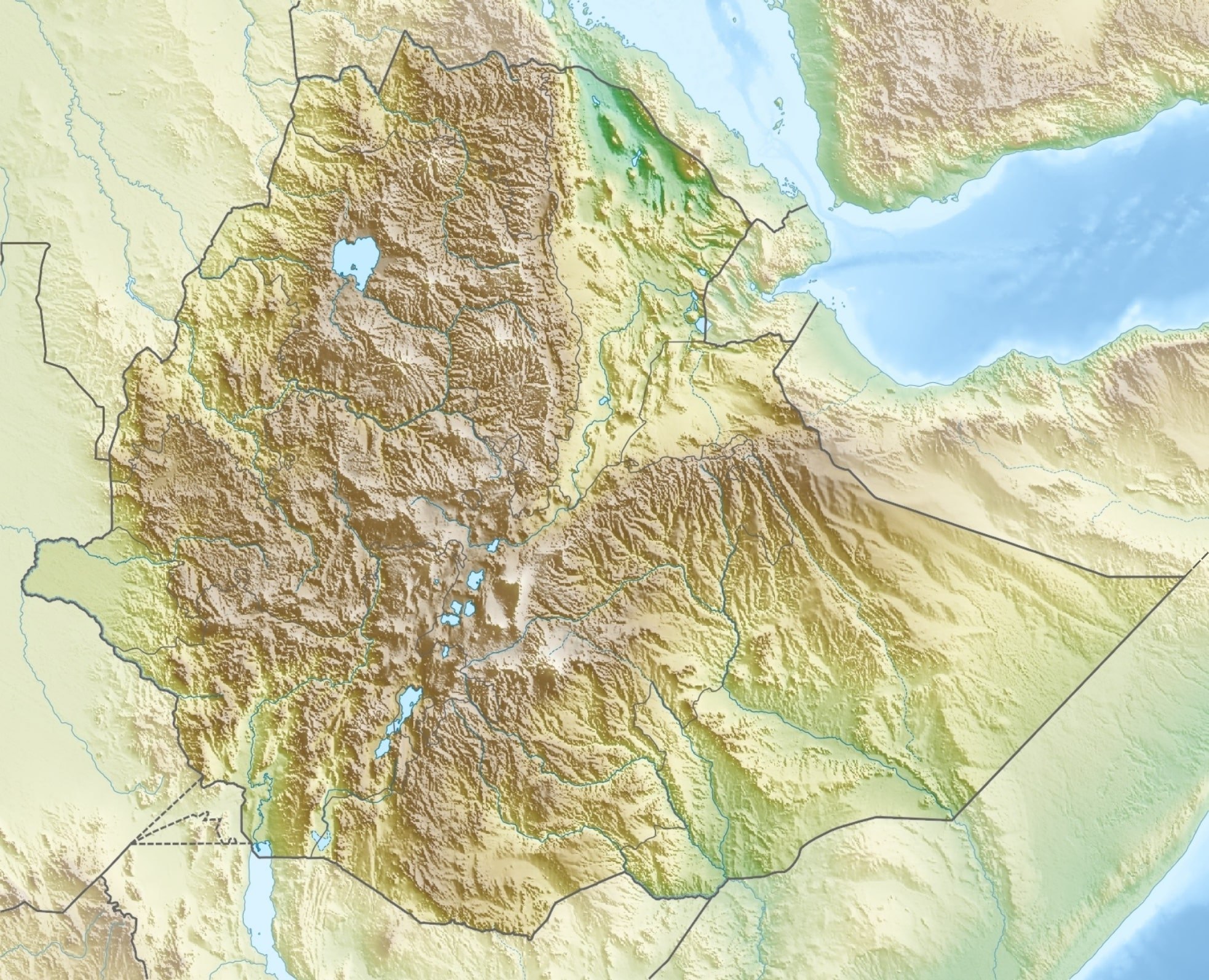
الموقع في إثيوبيا

تشتهر البحيرة بعدد سكانها من الطيور وأفراس النهر. تدعم بحيرة زواي صناعة صيد الأسماك. وفقًا لإدارة مصايد الأسماك وتربية الأحياء المائية في إثيوبيا، يتم الحصول على 2454 طنا من الأسماك كل عام، وتقدر الإدارة أنها تمثل 83٪ من الكمية المستدامة.
شواطئ وجزر بحيرة زواي هي موطن شعب زاي. ويذكر التقليد أنه عندما قام المسلم أحمد بن إبراهيم الغازي بغزو إثيوبيا، لجأ المسيحيون في المنطقة إلى جزرها. تم عزلهم في وقت لاحق عن بقية أثيوبيا من قبل شعب أورومو، الذين استقروا حول البحيرة. في الوقت الذي غزا فيه مينليك الثاني الأراضي حول البحيرة، تم اكتشاف سكان البحيرة ووجدوا أنهم حافظوا على كل من إيمانهم المسيحي وعدد من المخطوطات القديمة.

## وصلات خارجية
- https://web.archive.org/web/20070703040928/http://www.ilec.or.jp/database/afr/dsafr018.html